# Jussi Björling
Jussi Björling (Borlänge, 5 febbraio 1911 – Siarö, 9 settembre 1960) è stato un tenore svedese, considerato uno dei più rappresentativi del ventesimo secolo.

## Biografia
Johan Jonatan Björling, detto Jussi, era figlio di una pianista professionista e di un tenore di buona levatura (cantò al Metropolitan), che era anche un bravo maestro di canto e che scrisse un libro di tecnica vocale. Il padre, Jussi e due fratelli formarono il Björling Male Quartet, che dal 1916 al 1926 compì parecchie tournée in Svezia e negli Stati Uniti d'America.
Dopo la morte del genitore nel 1926, Bjorling studiò all'Accademia Reale svedese di musica col baritono John Forsell, debuttando quattro anni dopo all'Opera reale svedese nel ruolo del Lampionaio in Manon Lescaut. In pochissimo tempo aggiunse al repertorio Don Ottavio in Don Giovanni, il conte di Almaviva ne Il barbiere di Siviglia e Arnoldo in Guglielmo Tell, oltre ad affrontare poi progressivamente tutti i più importanti ruoli di genere lirico e lirico-spinto dell'operistica italiana e francese, nonché il repertorio liederistico. Ci vollero pochi anni per conquistare l'Europa: da ricordare in particolare le apparizioni all'Opera di Vienna (esordio in Aida con la direzione di Victor de Sabata  nel 1936), Lucerna (Messa di requiem di Verdi con la direzione di Arturo Toscanini nel 1939), Royal Opera House di Londra (Il trovatore nel 1939), oltre a presenze a Praga, Berlino, Copenaghen.
Nel 1937 approdò negli Stati Uniti debuttando in un concerto alla Carnegie Hall, seguito da Rigoletto all'Opera di Chicago e, l'anno successivo, dal debutto al Metropolitan ne La bohème, accanto alla pure debuttante Mafalda Favero. Aveva solo 26 anni e un ampio repertorio: dei 55 ruoli che avrebbe ricoperto, 53 erano stati già cantati sul palcoscenico. Per venti stagioni (con la sola interruzione della guerra e degli anni 1955 e 58), fino al 1959, fu una delle stelle più amate del Metropolitan, calcandone le scene in 123 rappresentazioni. Si citano, fra i tanti, alcuni spettacoli inaugurali: Un ballo in maschera nel 1940, Don Carlo (primo spettacolo dell'era Bing) nel 1950, Faust nel 1953. Fu presente anche in altri primari teatri statunitensi, come San Francisco, Chicago (tra cui Il trovatore nel 1955, unica occasione in cui cantò con Maria Callas), Los Angeles.
Con l'eccezione, pressoché ogni anno, della Svezia, ritornò solo sporadicamente nei paesi europei, tra cui l'Italia: nel 1943 fu a Firenze ne Il trovatore, nel 1946 e 51 a Milano (Rigoletto al Palazzo dello sport e Un ballo in maschera alla Scala, rispettivamente) e nel 1960, dopo oltre vent'anni,  ne La bohème alla Royal Opera House di Londra, dove cantò nonostante una crisi cardiaca l'avesse costretto a interrompere la prova generale. Apparve per l'ultima volta in un concerto a Stoccolma nell'agosto 1960. 
La sua carriera e vita vennero guastate dall'alcolismo, che peggiorò un quadro clinico già gravato da problemi cardiaci e depressione. Morì all'improvviso per attacco cardiaco all'età di 49 anni.

## Repertorio
| Ruolo                           | Titolo                  | Autore      |
| ------------------------------- | ----------------------- | ----------- |
| Florestan                       | Fidelio                 | Beethoven   |
| Vladimir                        | Il principe Igor'       | Borodin     |
| Nemorino                        | L'elisir d'amore        | Donizetti   |
| Faust                           | Faust                   | Gounod      |
| Roméo                           | Roméo et Juliette       | Gounod      |
| Canio/Pagliaccio                | Pagliacci               | Leoncavallo |
| Turiddu                         | Cavalleria rusticana    | Mascagni    |
| Vasco de Gama                   | L'Africaine             | Meyerbeer   |
| Belmonte                        | Il ratto dal serraglio  | Mozart      |
| Don Ottavio                     | Don Giovanni            | Mozart      |
| Un lampionaio Renato Des Grieux | Manon Lescaut           | Puccini     |
| Rodolfo                         | La bohème               | Puccini     |
| Mario Cavaradossi               | Tosca                   | Puccini     |
| F. B. Pinkerton                 | Madama Butterfly        | Puccini     |
| Luigi                           | Il tabarro              | Puccini     |
| Calaf                           | Turandot                | Puccini     |
| Conte d'Almaviva                | Il barbiere di Siviglia | Rossini     |
| Arnoldo Melchtal                | Guglielmo Tell          | Rossini     |
| Gabriel von Eisenstein          | Die Fledermaus          | Strauss     |
| Wilhelm Meister                 | Mignon                  | Thomas      |
| Duca di Mantova                 | Rigoletto               | Verdi       |
| Manrico                         | Il trovatore            | Verdi       |
| Alfredo Germont                 | La traviata             | Verdi       |
| Riccardo                        | Un ballo in maschera    | Verdi       |
| Don Carlo                       | Don Carlo               | Verdi       |
| Radames                         | Aida                    | Verdi       |
| Erik                            | Der fliegende Holländer | Wagner      |

## Discografia

### Incisioni in studio
- Il trovatore, con Zinka Milanov, Leonard Warren, Fedora Barbieri, Nicola Moscona, dir. Renato Cellini RCA 1952
- Cavalleria Rusticana, con Zinka Milanov, Robert Merrill, dir. Renato Cellini RCA 1953
- Pagliacci, con Victoria de los Ángeles, Leonard Warren, Robert Merrill, dir. Renato Cellini RCA/HMV 1953
- Manon Lescaut, con Licia Albanese, Robert Merrill, dir. Jonel Perlea - RCA 1954
- Aida, con Zinka Milanov, Fedora Barbieri, Leonard Warren, Boris Christoff, dir. Jonel Perlea RCA 1955
- La bohème, con Victoria de los Angeles, Robert Merrill, Lucine Amara, Giorgio Tozzi, dir. Thomas Beecham RCA/HMV 1956
- Rigoletto, con Robert Merrill, Roberta Peters, Giorgio Tozzi, dir. Jonel Perlea - RCA 1956
- Tosca, con Zinka Milanov, Leonard Warren, dir. Erich Leinsdorf RCA 1957
- Cavalleria rusticana, con Renata Tebaldi, Ettore Bastianini, dir. Alberto Erede RCA/Decca 1957
- Madama Butterfly, con Victoria de los Angeles, Mario Sereni, Miriam Pirazzini, dir. Gabriele Santini HMV 1959
- Turandot, con Birgit Nilsson, Renata Tebaldi, Giorgio Tozzi, dir. Erich Leinsdorf RCA 1959
- Messa di requiem (Verdi), con Leontyne Price, Rosalind Elias, Giorgio Tozzi, dir. Fritz Reiner RCA/Decca 1960

### Edizioni dal vivo (selezione)
- Aida selez. (in tedesco e svedese), Vienna 1936, con Mária Németh, Alexander Sved, Kerstin Thorborg, dir. Victor de Sabata - ed. HRE
- Il trovatore, Londra 1939, con Gina Cigna, Mario Basiola, Gertrud Wettergren, Corrado Zambelli, dir. Vittorio Gui - ed. GOP
- Messa di requiem (Verdi), Carnegie Hall 1940, con Zinka Milanov, Bruna Castagna, Nicola Moscona, dir. Arturo Toscanini - ed. Melodram
- Un ballo in maschera, Met 1940, con Zinka Milanov, Alexander Sved, Bruna Castagna, dir. Ettore Panizza - ed. Arkadia/Myto/GOP
- Il trovatore, Met 1941, con Norina Greco, Frank Valentino, Bruna Castagna, Nicola Moscona, dir. Ferruccio Calusio - ed. Arkadia
- Rigoletto, Met 1945, con Leonard Warren, Bidu Sayão, Nicola Moscona, Martha Lipton, dir. Cesar Sodero - ed. Naxos
- Romeo e Giulietta, Met 1947, con Bidu Sayao, John Brownlee, Nicola Moscona, dir. Emil Cooper - ed. GOP
- Il trovatore, Met 1947, con Stella Roman, Margaret Harshaw, Leonard Warren, Giacomo Vaghi, dir. Emil Cooper - ed. Myto/WHR
- La Bohème, Met 1948, con Bidu Sayao, Frank Valentino, Mimì Benzel, Nicola Moscona, dir. Giuseppe Antonicelli - ed. Myto
- Manon Lescaut, Met 1949, con Dorothy Kirsten, Giuseppe Valdengo, Salvatore Baccaloni, dir. Giuseppe Antonicelli - ed. Naxos/Myto
- Don Carlo, Met 1950, con Cesare Siepi, Robert Merrill, Delia Rigal, Fedora Barbieri, dir. Fritz Stiedry - ed. Myto
- Faust, Met 1950, con Cesare Siepi, Dorothy Kirsten, Frank Guarrera, dir. Fausto Cleva - ed. Myto
- Un ballo in maschera, New Orleans 1950, con Suzy Morris, Marko Rothmüller, Martha Larrimore, Audrey Schuh, dir. Walter Herbert - ed. Legato Classics/IDIS
- Manon Lescaut, Met 1956, con Licia Albanese, Frank Guarrera, Fernando Corena, dir. Dimitri Mitropoulos - ed. Cetra/Melodram
- Rigoletto, Stoccolma 1957, con Erik Sundquist, Eva Prytz, Sven-Erik Jacobson, Kerstin Meyer, dir. Kurt Bendix - ed. Bluebell
- Faust, Met 1959, con Cesare Siepi, Elisabeth Söderström, Robert Merrill, dir. Jean Paul Morel - ed. Myto
- Tosca, Met 1959, con Maria Curtis Verna, Cornell MacNeil, dir. Dimitri Mitropoulos - ed. BCS/Myto(selez.)
- Il trovatore, Stoccolma 1960, con Hjordis Schymberg, Hugo Hasslo, Kerstin Meyer, dir. Herbert Sandberg - ed. Bluebell/OASI